# ثقالة (معدة رياضية)

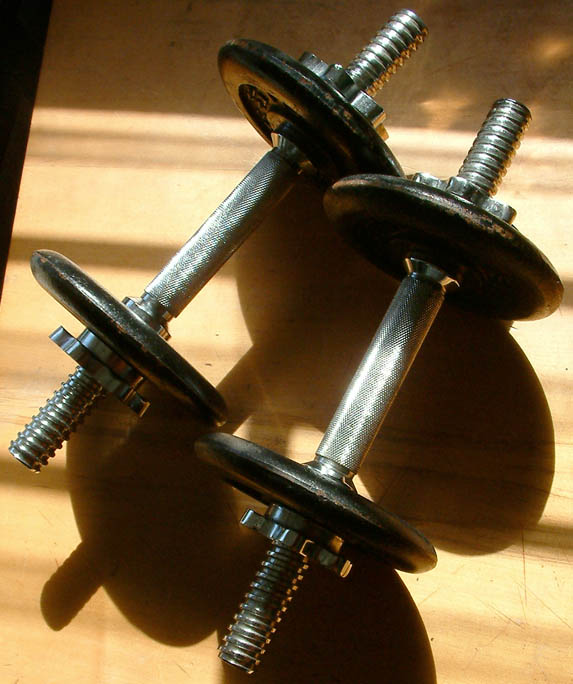
ثُقّالتان

الثُّقَّالة أو الدَّمبِل أو الدَّمبَل هي مُعَدَّة تستخدم في تمارين الأثقال، ويمكن للشخص أن يستخدمها بيد واحدة أو اثنين في كل يد وهي مفيدة لبناء العضلات والأنسجة في جسم الإنسان.